# Волга-Спорт-Арена
Дворец спорта «Волга-Спорт-Арена» — крытый стадион для хоккея с мячом в городе Ульяновск, Россия, ул. Октябрьская, д. 26. Домашняя арена для команды «Волга», выступающей в Суперлиге чемпионата России.

## История
Строительство ледового дворца началось в июле 2012 года при участии Федеральной целевой программы «Развитие физической культуры и спорта в Российской Федерации на 2006—2015 годы».
Стадион «Волга-Спорт-Арена» открылся 1 апреля 2014 года и стал пятым в России крытым стадионом, на котором можно проводить матчи по хоккею с мячом, и третьим, построенным специально для хоккея с мячом. Имеет три трибуны.

Памятник «Бросок» русскому хоккею — Рушкину Анатолию Григорьевичу.

23.06.2023 года, у ДС, установили памятник русскому хоккею — Рушкину Анатолию Григорьевичу.

## Мероприятия
- С 31 августа по 3 сентября 2014 году прошёл I этап и II этап — с 25 по 30 сентября XXIII кубка России по хоккею с мячом 2014.
- 15 сентября — 4 ноября 2015 года прошёл XXIV кубок России по хоккею с мячом 2015.
- С 29 августа по 2 сентября 2015 года прошёл первый турнир по хоккею с мячом на призы ЛД «Волга-Спорт-Арена»[6][7].
- С 25 по 29 сентября 2016 года прошёл I этап XXV кубка России по хоккею с мячом 2016.
- В 2016 году на стадионе «Волга-Спорт-Арена» прошли матчи 36-го чемпионата мира по хоккею с мячом.
- В 2017 году прошёл I Фестиваль национальных видов спорта и игр государств — участников СНГ.
- 22—24 марта 2018 года прошёл XXII Чемпионат мира по хоккею с мячом среди юношей[8][9].
- 10—11 октября 2018 года во Дворце спорта прошло пленарное заседание международного форума «Россия — спортивная держава», на котором выступил Президент Российской Федерации Владимир Путин и министр спорта РФ Павел Колобков[10].
- 12—19 августа 2019 года прошёл XX чемпионат мира по стрельбе из арбалета[11].
- 13—17 сентября 2019 года прошёл 1-й Всемирный фестиваль боевых искусств ТАФИСА[12].
- 10—13 октября 2019 года прошёл традиционный IV турнир (международный) по хоккею с мячом Кубок ЛД «Волга-Спорт-Арена» 2019[13].
- 9—11 октября 2020 года прошли финальные соревнования Кубка России по хоккею с мячом 2020[14].
- 13—18 октября 2020 года прошёл V розыгрыш традиционного международного турнира по хоккею с мячом 2020 "Кубок «Волга-Спорт-Арена»[15].
- 25—31 октября 2020 года прошёл Чемпионат России по боксу среди женщин 2020[16][17].
- 12—15 июня 2022 года прошёл Всероссийский турнир по смешанному боевому единоборству ММА памяти Петра Минеева[18][19][20].
- 5 июля 2022 года во Дворце спорта прошли турниры по боксу и борцов греко-римского стиля VIII Всероссийской летней универсиады[21].
- 12—16 октября 2023 г. во ДС «Волга-Спорт-Арена» прошёл 35-й чемпионат страны по бодибилдингу и фитнесу[22][23][24].

## Галерея

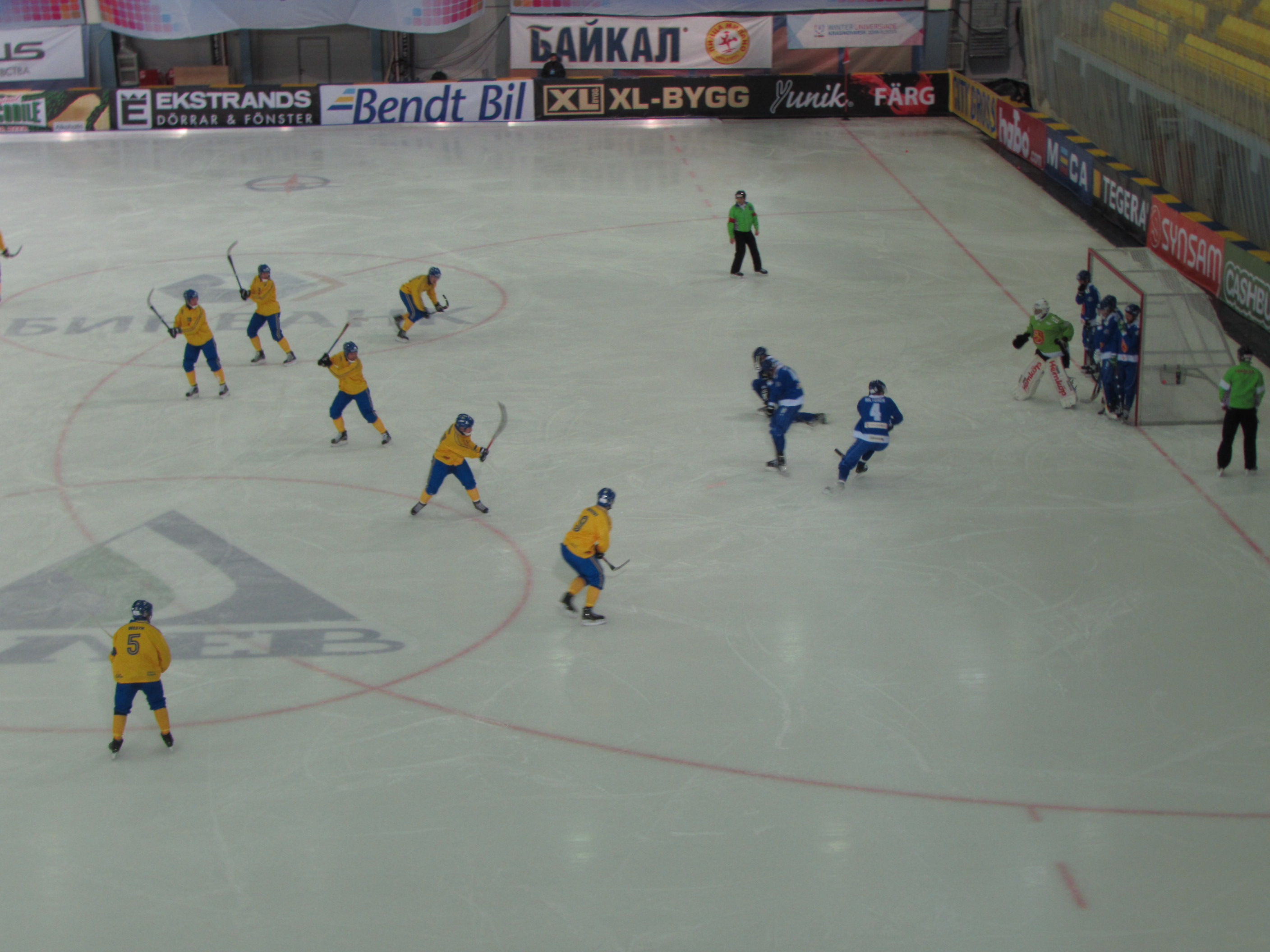
Матч чемпионата мира 2016: полуфинал Швеция – Финляндия.
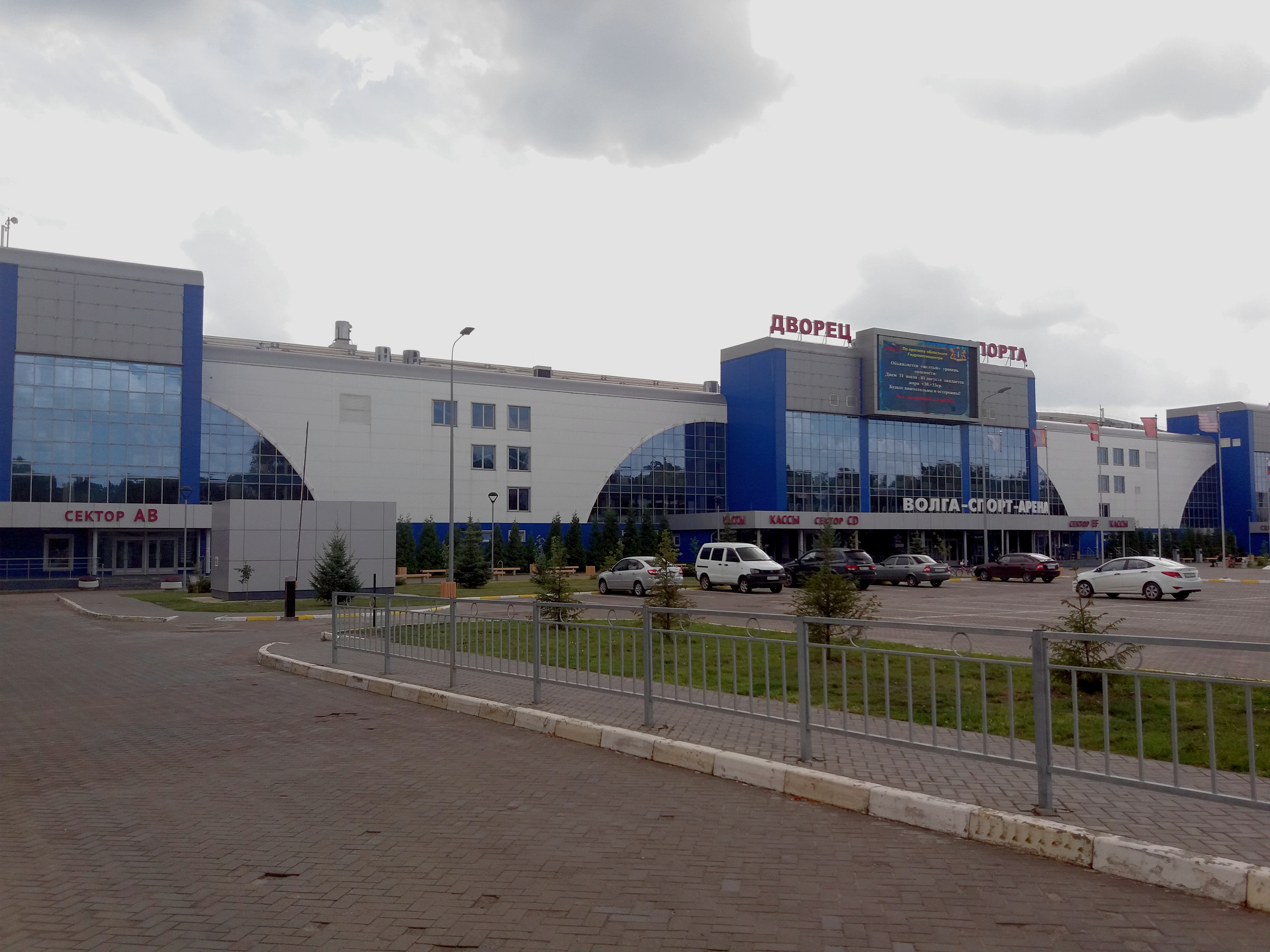
Дворец спорта "Волга-Спорт-Арена".
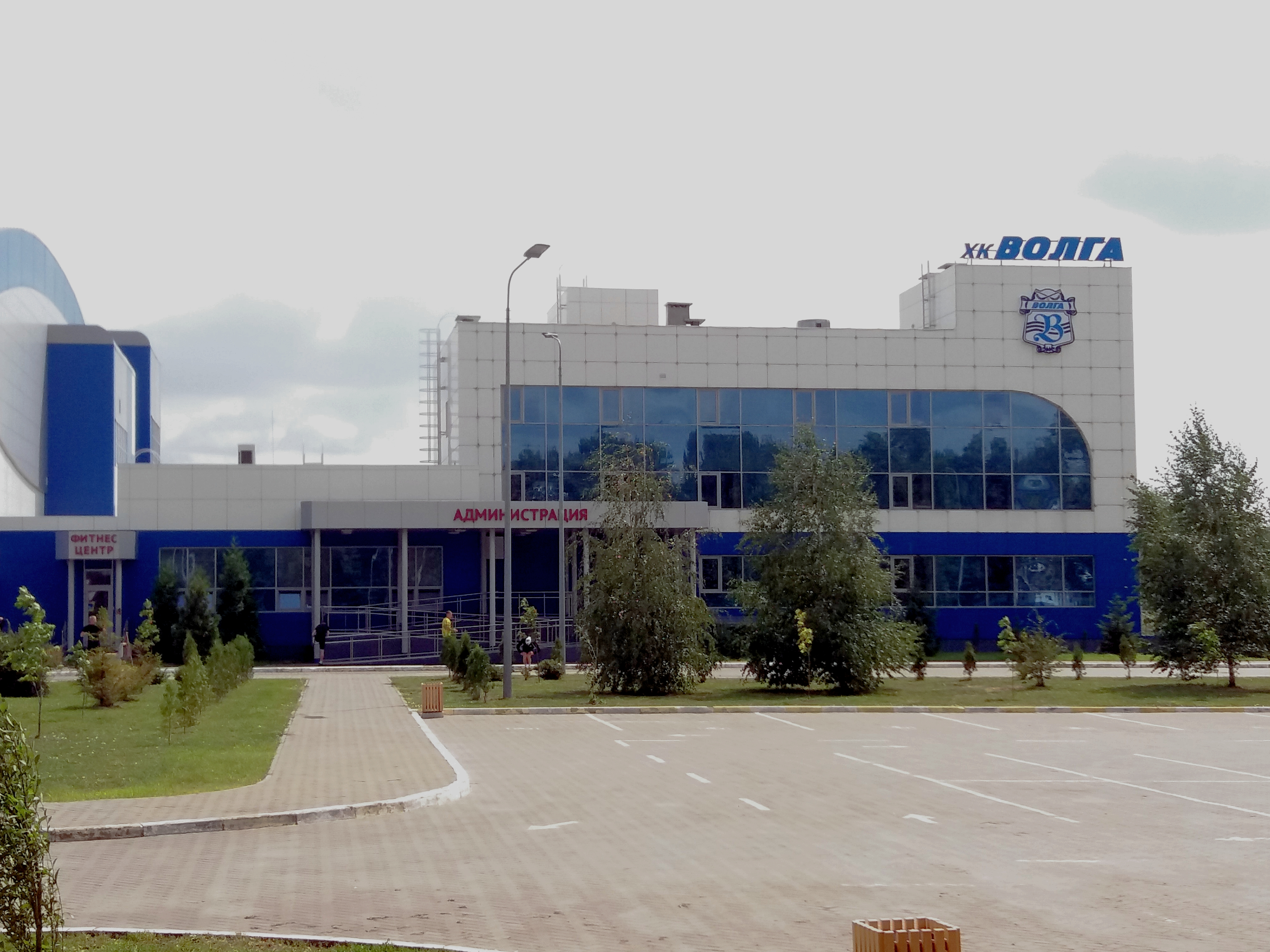
Домашняя арена команды «Волга».
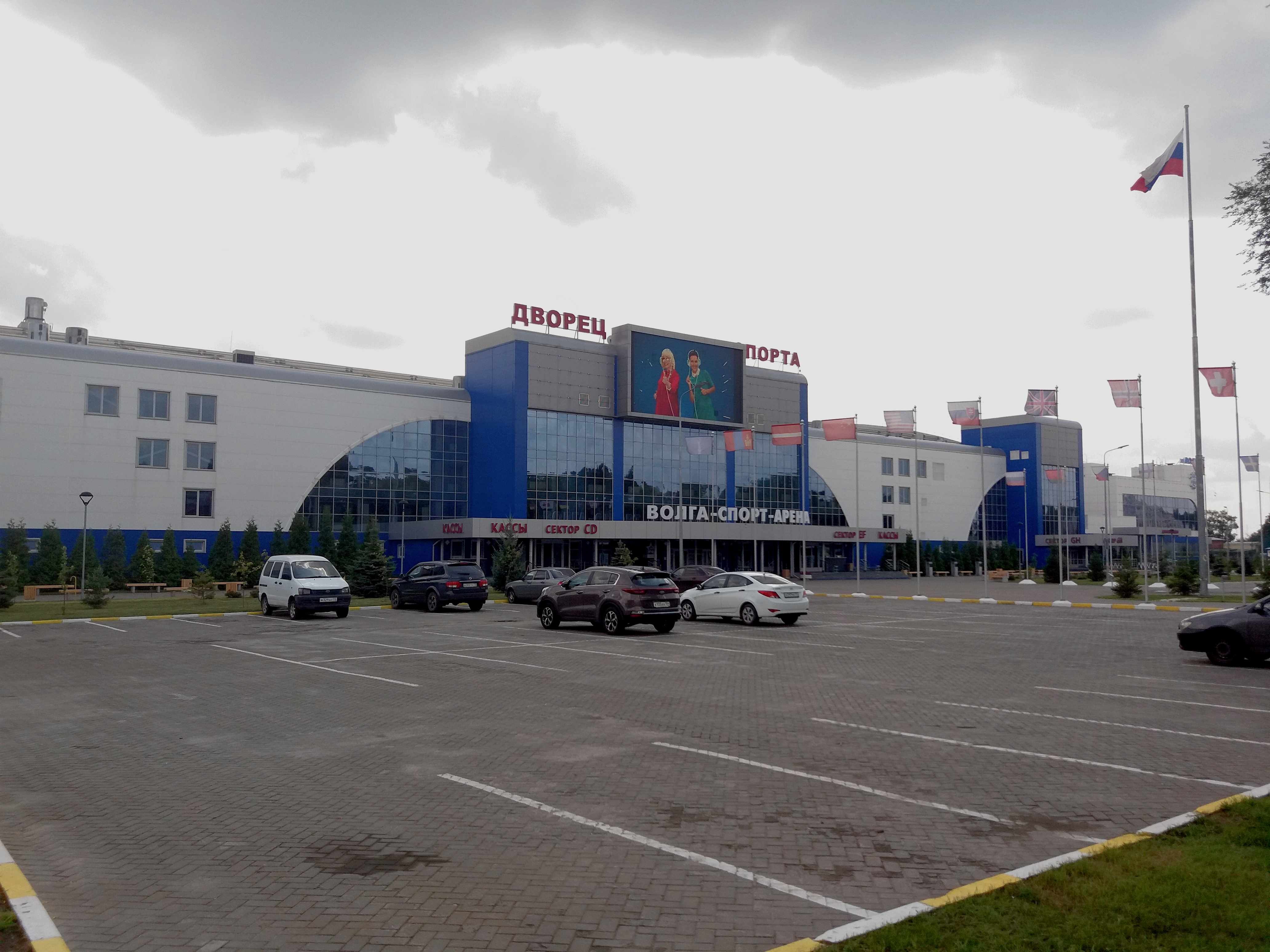
Дворец спорта "Волга-Спорт-Арена".
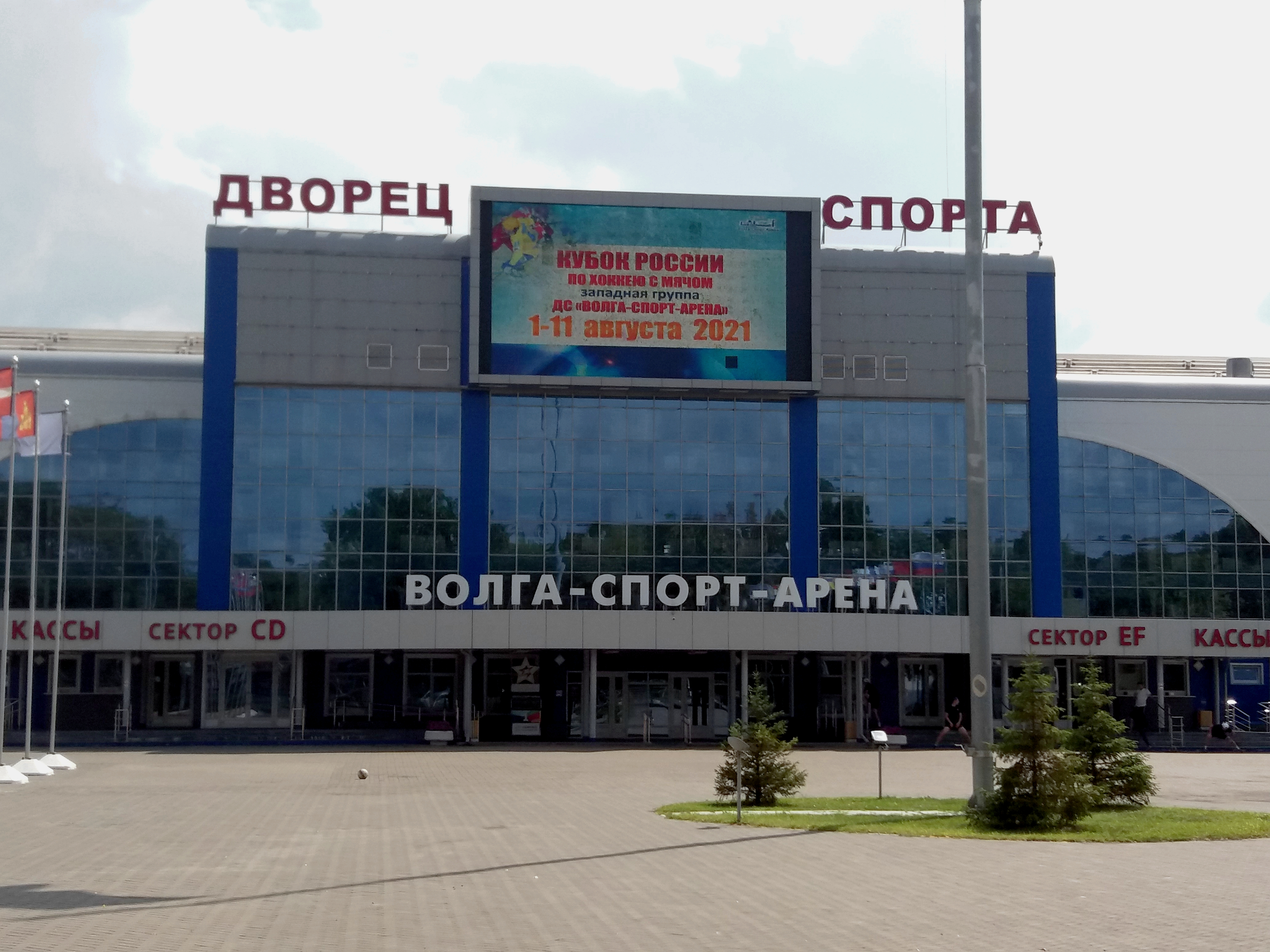
Дворец спорта «Волга-Спорт-Арена».